# Grijze sibia
De grijze sibia (Heterophasia gracilis) is een zangvogel uit de familie Leiothrichidae.

## Verspreiding en leefgebied
Deze soort komt voor in noordoostelijk India, noordelijk Myanmar en westelijk Yunnan (zuidelijk-centraal China).

## Status
De grootte van de populatie is niet gekwantificeerd maar de soort wordt omschreven als algemeen in India en Myanmar en zeer plaatselijk in China. Op de Rode lijst van de IUCN heeft deze soort de status niet bedreigd.